# HGFAC
HGFAC‏ (HGF activator) هوَ بروتين يُشَفر بواسطة جين HGFAC في الإنسان.